# Lilla Stakasjön
Lilla Stakasjön är en sjö i Skara kommun i Västergötland och ingår i Göta älvs huvudavrinningsområde. Lilla Stakasjön ligger i Höjentorp-Drottningkullen Natura 2000-område.

## Ekologi
I Lilla Stakasjön finns flertalet arter kransalger. Vid en inventering 2006 fann man mellansträfse, rödsträfse och papillsträfse. Den mycket ovanliga kransalgen spretsträfse påträffades vid en inventering 1992, men har inte påträffats sedan dess.
Sjöns vegetation består av gul näckros, vit näckros, bladvass, smalkaveldun och bredkaveldun.